# Cukrowiec dziki
Cukrowiec dziki (Saccharum spontaneum) – gatunek bylin z rodziny wiechlinowatych (traw). Występuje naturalnie w Środkowej i Północnej Afryce, na południu Europy (Sycylia), w południowej, środkowej i wschodniej Azji oraz w północnej Australii i na Nowej Gwinei. Jako gatunek introdukowany obecny jest także w pozostałej części Włoch oraz w Grecji, w Ameryce Środkowej, na Florydzie, na Madagaskarze i wyspach Oceanii.

## Zastosowanie
Gatunek ten jest jednym z rodzicielskich dla odmian trzciny cukrowej. Silnie rosnące mieszańce S. officinarum i S. spontaneum sadzone są na wydmach w północnej Afryce w celu ich umacniania i tworzenia barier wiatrochronnych.
W hinduizmie święta roślina zwana Kaśi, rodzaj ziela o białych kwiatostanach, poświęcona bogu Śiwie. Kaśi to także starożytna nazwa miasta Waranasi być może związana z tą rośliną.